# 아인스월드

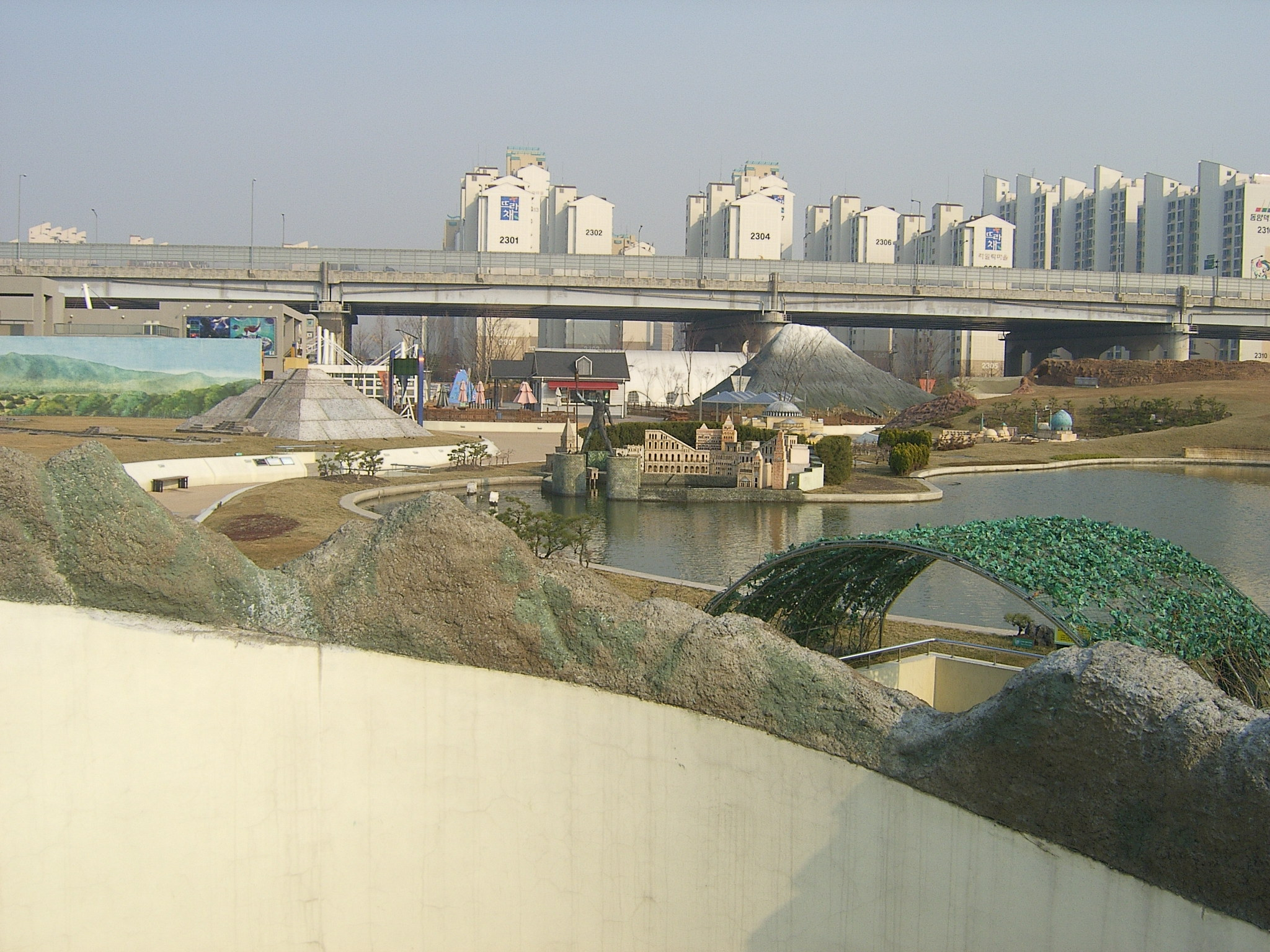
아인스월드의 풍경

아인스월드(Aiins World)는 경기도 부천시 원미구 길주로 1(상동 529-2)에 위치했던 건축물 미니어처 테마파크이다. 서울 지하철 7호선 삼산체육관역과 가까웠다. 공원 이름은 스코트어로 "우리"를 뜻하는 '아인'(Ain)에서 따온 것으로, "우리들, 우리 아이들의 미래를 위한 세상"이라는 뜻을 담고 있다.
이 공원은 세계의 유명 건축물을 축소한 모형을 전시하고 있었으며, 미국의 할리우드 영화 특수 효과·모델 제작사인 원더웍스가 제작을 맡았다. 2003년 11월 15일에 정식 개관했으나, 2020년 2월 29일자로 부천시청으로부터 받은 무상 사용 허가가 종료되어 폐업했다.

## 이용 안내
이용시간
| 기간       | 운영시간      | 비고                                                                       |
| ---------- | ------------- | -------------------------------------------------------------------------- |
| 12월 ~ 2월 | 10:00 ~ 17:00 | - 연중무휴 - 주중, 주말, 공휴일 동일 - 영업종료 1시간 전 매표 및 입장 마감 |
| 3월 ~ 11월 | 10:00 ~ 18:00 | - 연중무휴 - 주중, 주말, 공휴일 동일 - 영업종료 1시간 전 매표 및 입장 마감 |

이용요금
| 구분 | 요금     | 비고                                                                                                   |
| ---- | -------- | --- |
| 대인 | 10,000원 | - 36개월 미만은 무료 입장 (증빙서류 필요) - 소인 기준은 36개월 이상 만 12세 까지 - 대인은 만 13세 이상 |
| 소인 | 8,000원  | - 36개월 미만은 무료 입장 (증빙서류 필요) - 소인 기준은 36개월 이상 만 12세 까지 - 대인은 만 13세 이상 |

## 축소 전시되어 있던 건축물 목록
- 한국 존: 거북선, 불국사, 황룡사 9층 목탑, 경복궁
- 영국 존: 타워 브리지, 웨스트민스터 사원, 빅 벤, 버킹엄궁, 웨스트민스터궁(영국 국회의사당), 스톤헨지
- 프랑스 존: 에펠탑, 샤르트르 대성당, 루브르 박물관, 사크레쾨르 대성당, 노트르담 대성당, 베르사유궁, 퐁텐블로궁, 샹보르성, 에투알 개선문, 오페라 가르니에
- 유럽 존
  - 오스트리아: 벨베데레궁
  - 독일: 노이슈반슈타인성, 카이저 빌헬름 기념 교회
  - 그리스: 아테네 아크로폴리스
  - 이탈리아: 피사의 사탑, 밀라노 대성당, 콜로세움
  - 스페인: 사그라다 파밀리아
  - 바티칸 시국: 성 베드로 대성전
- 러시아 존: 성 바실리 대성당, 붉은 광장
- 아프리카 존
  - 이집트: 기자의 피라미드(기자의 대피라미드, 카프레의 피라미드, 멘카우레의 피라미드), 기자의 대스핑크스, 아부 심벨 신전, 하트셉수트의 장제전
  - 모로코: 페스 메디나
  - 탄자니아: 킬리만자로산
- 서아시아 존
  - 요르단: 페트라
  - 튀르키예: 아야 소피아
  - 이란: 샤 모스크
- 전설 속의 대륙 존(신비의 존): 아틀란티스, 로도스의 거상
- 라틴아메리카 존
  - 멕시코: 테오티우아칸, 치첸이트사
  - 페루: 마추 픽추
- 오세아니아 존
  - 오스트레일리아: 시드니 오페라 하우스
- 미국 존: 링컨 기념관, 미국 국회의사당, 백악관, 우주왕복선, 워싱턴 기념탑, 자유의 여신상, 그랜드 센트럴 터미널, 록펠러 센터, 타임스 스퀘어, 크라이슬러 빌딩, 엠파이어 스테이트 빌딩, 유엔 본부, 세계 무역 센터(9·11 테러로 인한 붕괴 이전의 모습을 복원), 브루클린교, 뉴욕항, 러시모어산
- 아시아 존
  - 중국: 자금성, 만리장성, 룽먼 석굴
  - 일본: 구마모토성, 히메지성
  - 인도: 타지마할
  - 말레이시아: 페트로나스 트윈 타워
  - 캄보디아: 앙코르 와트